# Inter City Firm
Inter City Firm (ICF) је енглеска фудбалска хулиганска група повезана са Вест Хем јунајтедом, која је углавном била активна 1970-их, 1980-их и раних 1990-их. Име је дошло од коришћења возова ИнтерЦити за путовања на утакмице у гостима. Они су били тема документарног филма Hooligan Телевизије Темза из 1985.

### Историја
Фирма је настала од низа других група Вест Хема, укључујући Mile End Boys и Essex East London Firm. ИЦФ је формиран у сезони 1977/78.
Најзначајнија фигура повезана са ИЦФ-ом је Кес Пенант, који је писао о фудбалском хулиганизму 1990-их и 2000-их. У својој књизи Congratulations You Have Just Met the ICF, као црни Лондонац, Пенант тврди да ИЦФ није био расистички или десничарски.  Билл Гарднер, члан Mile End Boys-а, појављује се на предњој корици оригиналне штампе књиге.
Карлтон Лич, главни лик у филму Успон уличног ратника, такође је повезан са навијачком групом. Он је, заједно са Петом Тејтом, Тонијем Такером и Крегом Ролфом, касније почео да се меша у криминално подземље у Лондону и Есексу. Они су се удаљили од опасности фудбалских туча, да би се фокусирали на продају дроге и опорезивање дилера. Тејт, Такер и Ролф су доживели бруталан крај у убиствима у Ретендону у Есексу.
ИЦФ је увео позивне картице које су остављене на жртвама. На њима је писало "Честитам, управо сте упознали ИЦФ". Позивне картице би такође постале популарне у другим фудбалским клубовима.
Крајем 1980-их, ИЦФ је редовно повезиван са британском пиратском радио станицом Centreforce преко њеног оснивача Анди Свалов-а. Свалов је такође био једнократни члан групе Essex East London.
ИЦФ је поново дошао до изражаја 2018. године када су се бивши чланови прегруписали у Real West Ham Fans Action Group, организујући протесте против клупског одбора.

## У популарној култури
ИЦФ је био основа филма Алана Кларка из 1988. године, Фирма. Гери Олдман игра Бекса Бисела, вођу ИЦЦ -  Inter City Crew. Чланови ИЦФ-а су коришћени као консултанти на филму. Филм Хулигани из 2005. (и његови наставци) такође су засновани на ИЦФ-у, али су уместо њих коришћени иницијали ГСЕ („Green Street Elite“). ИЦФ се појављује у новелама Ирвина Велша Ecstasy: Three Tales of Chemical Romance.